# XXe congrès du Parti populaire
Le XXe congrès du Parti populaire (en espagnol : XX Congreso Nacional del Partido Popular) est un congrès du Parti populaire (PP) espagnol, organisé du 1er au 2 avril 2022 à Séville, afin d'élire le comité exécutif.
Ce congrès est convoqué quelques mois en avance à la suite de la crise ayant opposé la direction nationale à la présidente de la communauté de Madrid, Isabel Díaz Ayuso, et se tient dans un contexte de montée du parti d'extrême-droite Vox. Alberto Núñez Feijóo, président de la Junte de Galice depuis 2009, devient président du PP, étant le seul candidat en lice, et nomme Cuca Gamarra secrétaire générale.

## Contexte
Lors du XIXe congrès du Parti populaire, organisé en juillet 2018 à la suite du vote d'une motion de censure contre Mariano Rajoy, les militants votent pour la première fois de leur histoire pour choisir leur principal dirigeant. Le vice-secrétaire général chargé de la Communication, Pablo Casado, est élu président par 57 % des voix des délégués, défaisant l'ancienne numéro deux de Rajoy, Soraya Sáenz de Santamaría, arrivé en tête du vote des adhérents. Il bénéficie des ralliements des ex-ministres María Dolores de Cospedal — arrivée troisième au scrutin direct après Casado — et José Manuel García-Margallo,.
Le mandat de Pablo Casado est marqué par des tensions internes et des premiers résultats électoraux en demi-teinte. Dans la perspective des élections générales anticipées du 28 avril 2019, la direction nationale évince nombre de proches de Mariano Rajoy et de cadres du parti des listes de candidats sans en avertir les fédérations provinciales, au profit des soutiens de Casado et de personnalités de la société civile, ce qui attise les critiques. Il corrige en conséquence les candidatures pour les élections du 10 novembre. Les deux scrutins parlementaires de 2019 se soldent par l'élection de 66 puis 88 députés, loin des 137 remportés par son prédécesseur en 2016. Au niveau des organisations territoriales, le secrétaire général Teodoro García Egea procède à un renouvellement important des présidents locaux du PP afin d'imposer des responsables proches des thèses de la direction nationale,.
Concurrencé par Ciudadanos puis par Vox, le chef de file du PP louvoie entre un discours très marqué à droite afin de concurrencer l'extrême droite et une posture plus modérée, tournée vers le centre. Si sa politique d'alliances avec Ciudadanos à la suite des élections municipales et aux parlements des communautés autonomes du 26 mai 2019 lui permet de conserver une partie du pouvoir territorial du PP, il est soumis à des pressions contraires quant à la relation avec Vox, que revendique la présidente de la communauté de Madrid Isabel Díaz Ayuso mais que rejettent la plupart des autres dirigeants territoriaux,.
Au mois de février 2022, la « guerre interne » entre Pablo Casado et Isabel Díaz Ayuso, à bas bruit depuis plusieurs mois et générée par la volonté d'Isabel Díaz Ayuso de devenir présidente du Parti populaire de la communauté de Madrid, s'aggrave publiquement sur fond d'accusations de tentative d'espionnage. Au bout d'une semaine d'une tension grandissante et de la perte de la plupart de ses soutiens, Pablo Casado annonce le 24 février qu'il proposera la convocation extraordinaire du XXe congrès et qu'il ne s'y représentera pas. Là où ses prédécesseurs sont restés en fonction au moins quatorze ans, lui n'aura effectué qu'une seule mandature de moins de quatre ans. Dans cette période, deux sondages placent le PP en troisième position dans les intentions de vote au niveau national, derrière le Parti socialiste et Vox.

## Modalités

### Du congrès extraordinaire
Le congrès extraordinaire est convoqué par le comité directeur national, à la majorité des deux tiers de ses membres, à condition que cette convocation ait figuré à l'ordre du jour de la réunion. Le délai minimum de convocation du congrès est d'un mois et demi, mais en cas d'urgence spécialement motivée par le comité directeur, ce délai peut être réduit à trente jours.
Le congrès se compose de délégués (compromisarios) de droit et élus. Les délégués de droit sont les membres du comité directeur national sortant et de la commission d'organisation. Les délégués élus sont au moins quatre fois plus nombreux que les délégués de droit, et sont répartis par le comité directeur ou la commission d'organisation entre les organisations territoriales à au moins 75 % selon le nombre d'adhérents et au plus 25 % sur la base du résultat obtenu lors des dernières élections générales.
Les autres modalités d'organisation sont définis par le règlement du congrès.

### De l'élection à la présidence
Tout adhérent du Parti populaire à jour de cotisation peut se porter pré-candidat, à condition de bénéficier de cent parrainages de militants à jour de cotisation. S'il y a au moins deux pré-candidats, la commission d'organisation ouvre une période de campagne électorale interne d'une durée maximum de vingt-et-un jours. À l'issue de celle-ci, l'ensemble des adhérents s'étant inscrits préalablement peuvent prendre part au vote.
Les deux pré-candidats ayant remporté le plus grand nombre de suffrages sont proclamés candidats et l'un d'eux est élu président par les délégués au congrès. Si un pré-candidat remporte plus de 50 % des suffrages exprimés avec une avance d'au moins quinze points de pourcentage sur le deuxième, il est proclamé candidat unique à la présidence du PP.

## Calendrier
Sur proposition de Pablo Casado, le comité de direction décidé à l'unanimité le 22 février 2022 au soir de convoquer le comité directeur national — seul organe habilité à convoquer un congrès du parti — le mardi 1er mars suivant afin de convoquer le XXe congrès de manière extraordinaire, anticipant le calendrier naturel qui prévoyait un congrès ordinaire au mois de juillet. Le calendrier et le règlement sont approuvés par le comité directeur le 1er mars 2022.
| Dates              | Processus                             |
| ------------------ | ------------------------------------- |
| 1er mars 2022      | Réunion du comité directeur national  |
| 11 – 20 mars 2022  | Campagne des pré-candidats            |
| 21 mars 2022       | Élection du président et des délégués |
| 1er – 2 avril 2022 | Réunion du congrès                    |

## Comité d'organisation
Au cours de sa réunion du 2 mars 2022, le comité directeur national approuve la composition du comité d'organisation du congrès (en espagnol : Comité Organizador del XX Congreso Nacional del PP). La présidence revient au député européen Esteban González Pons, comme indiqué dans le communiqué de presse du 24 février. Le poste de secrétaire est confié à Juan Carlos Vera. Le comité est complété par un représentant de chaque fédération de communauté autonome et de ville autonome, et d'une équipe logistique,.
Afin de constituer le comité d'organisation, le PP rappelle une partie des proches de l'ancien président du gouvernement et du parti, Mariano Rajoy. Outre Juan Carlos Vera, l'équipe compte parmi ses membres l'ancien député José Antonio Bermúdez de Castro, chargé des délégués, l'ex-sénateur Tomás Burgos Beteta, responsable des invitations, ou encore l'ex-directrice de la communication Marilar de Andrés, renvoyée par Pablo Casado.

## Candidat à la présidence
| Candidat | Candidat | Candidat                      | Fonction politique récente                                                                         | Annonce     | Logo | Parrainages |
| -------- | -------- | ----------------------------- | -------------------------------------------------------------------------------------------------- | ----------- | ---- | ----------- |
|          |          | Alberto Núñez Feijóo (60 ans) | Président de la Junte de Galice (depuis 2009) Président du Parti populaire de Galice (depuis 2006) | 2 mars 2022 |      | 55 580      |

Le 10 mars 2022, le président du comité d'organisation Esteban González Pons proclame Alberto Núñez Feijóo pré-candidat unique à la présidence, après avoir constaté qu'il a déposé plus de 55 000 parrainages de militants, bien au-delà du minimum requis de 100 soutiens. La seule autre aspirante, Alexia Herranz, a fait enregistrer 41 parrainages, dont seulement 17 présentés par des adhérents à jour de leur cotisation.

## Déroulement
La réunion des délégués est convoquée à Séville les 1er et 2 avril 2022.

## Résultats
Le 21 mars, Alberto Núñez Feijóo est investi candidat à la présidence du Parti populaire : il reçoit le soutien de 99,63 % des suffrages exprimés lors du vote direct des adhérents. En tant que pré-candidat unique, les statuts lui permettaient de se passer de ce scrutin, mais il avait demandé expressément à ce qu'il soit organisé. Esteban González Pons signale qu'il s'agit « du candidat ayant reçu le plus grand nombre de votes dans l'histoire pour la présidence du PP ». Sa liste pour le comité exécutif national reçoit le 2 avril suivant le soutien de 98,35 % des suffrages exprimés.

### Élection du comité exécutif national
| Candidat        | Candidat             | Militants | Militants | Délégués | Délégués |
| Candidat        | Candidat             | Voix      | %         | Voix     | %        |
| --------------- | -------------------- | --------- | --------- | -------- | -------- |
|                 | Alberto Núñez Feijóo | 36 781    | 99,63     | 2 619    | 98,35    |
|                 | Votes blancs         | 136       | 0,37      | 44       | 1,65     |
|                 |                      |           |           |          |          |
| Votes valides   | Votes valides        | 36 917    | 99,85     | 2 663    | 99,74    |
| Votes invalides | Votes invalides      | 57        | 0,15      | 7        | 0,26     |
| Total           | Total                | 36 974    | 100       | 2 670    | 100      |

### Élection du comité directeur national
|                 | Alberto Núñez Feijóo |  |      |  |  |
|                 | Votes blancs         |  |      |  |  |
|                 |                      |  |      |  |  |
| Votes valides   |                      |  |      |  |  |
| Votes invalides |                      |  |      |  |  |
| Total           | Total                |  | 1000 |  |  |

### Composition du comité exécutif
Alberto Núñez Feijóo dévoile en plusieurs temps la composition du nouveau comité exécutif. À la veille de l'ouverture du congrès, il indique confier le secrétariat général à la porte-parole du groupe parlementaire au Congrès Cuca Gamarra, puis il annonce le premier jour du conclave qu'il crée la fonction de coordonnateur général pour Elías Bendodo, conseiller à la Présidence et porte-parole de la Junte d'Andalousie. Enfin, il révèle plus tard ce jour-là la liste des quarante personnes — trente-cinq élues et cinq nommées — qui siégeront au sein du comité, précisant que l'ex-président d'Estrémadure José Antonio Monago sera président du comité des droits, et le vice-président du Parlement de Galice Diego Calvo celui du comité électoral, les autres responsabilités devant être annoncées le 3 avril. L'équipe de direction qu'il forme marque le retour des proches de Mariano Rajoy dans l'exécutif du parti et renforce la place des fédérations d'Andalousie, de Galice et de Madrid. Les cinq vice-secrétariats sont attribués le 3 avril et confirment cet équilibre dans la répartition des responsabilités internes.
| Comité exécutif national                                                       | Comité exécutif national         |
| ------------------------------------------------------------------------------ | -------------------------------- |
| Président                                                                      | Alberto Núñez Feijóo             |
| Secrétaire générale                                                            | Cuca Gamarra                     |
| Coordonnateur général                                                          | Elías Bendodo                    |
| Vice-secrétaire général à la Politique institutionnelle                        | Esteban González Pons            |
| Vice-secrétaire générale aux Politiques sociales                               | Carmen Navarro Lacoba            |
| Vice-secrétaire général à la Coordination des communautés autonomes et locales | Pedro Rollán                     |
| Vice-secrétaire général à l'Organisation                                       | Miguel Tellado                   |
| Vice-secrétaire général à la Politique économique                              | Juan Bravo                       |
| Président du comité des droits et garanties                                    | José Antonio Monago              |
| Président du comité électoral national                                         | Diego Calvo (es)                 |
| Membre                                                                         | Sofía Acedo Reyes                |
| Membre                                                                         | Juan Manuel Ávila Gutiérrez      |
| Membre                                                                         | José Manuel Baltar (gl)          |
| Membre                                                                         | Luis Barcala Sierra (es)         |
| Membre                                                                         | Yolanda Bel                      |
| Membre                                                                         | José María Bellido Roche (es)    |
| Membre                                                                         | Ana Beltrán (es)                 |
| Membre                                                                         | Joaquín Buendía Gómez            |
| Membre                                                                         | Emma Buj (es)                    |
| Membre                                                                         | Francisco Conde (es)             |
| Membre                                                                         | Alberto Fabra                    |
| Membre                                                                         | Lucia Fernández Alonso           |
| Membre                                                                         | Sandra Fernández Herranz (es)    |
| Membre                                                                         | Ramón Fernández-Pacheco (es)     |
| Membre                                                                         | José Manuel García-Margallo      |
| Membre                                                                         | Pablo González Menéndez          |
| Membre                                                                         | María José González Revuelta     |
| Membre                                                                         | Ana Guarinos López (ca)          |
| Membre                                                                         | Dolores López Gabarro            |
| Membre                                                                         | María de los Llanos de Luna (es) |
| Membre                                                                         | Fernando Manzano (es)            |
| Membre                                                                         | José Luis Martínez-Almeida       |
| Membre                                                                         | Visitación Martínez Martínez     |
| Membre                                                                         | Emilio Navarro Castanedo         |
| Membre                                                                         | Enrique Núñez Guijarro (es)      |
| Membre                                                                         | Iñaki Oyarzábal                  |
| Membre                                                                         | Ana Pastor                       |
| Membre                                                                         | Israel Pérez Jiménez             |
| Membre                                                                         | Óscar Ramírez Lara               |
| Membre                                                                         | Alfonso Rueda                    |
| Membre                                                                         | Paloma Sanz                      |
| Membre                                                                         | Alfonso Serrano                  |
| Membre                                                                         | Antonio Silván                   |
| Membre                                                                         | Hipólito Suárez                  |
| Membre                                                                         | Elena Candia (gl)                |
| Membre                                                                         | María José Català                |
| Membre                                                                         | Manuel Cobo                      |
| Membre                                                                         | Pilar del Olmo (es)              |
| Membre                                                                         | José Manuel Romay                |